# Бейтсленд (Південна Дакота)
Бейтсленд (англ. Batesland) — місто (англ. town) в США, в окрузі Шеннон штату Південна Дакота. Населення — 100 осіб (2020).

## Географія
Бейтсленд розташований за координатами 43°7′40″ пн. ш. 102°6′6″ зх. д. / 43.12778° пн. ш. 102.10167° зх. д. (43.127824, -102.101699).  За даними Бюро перепису населення США у 2010 році місто мало площу 0,22 км², уся площа — суходіл.

## Демографія
Згідно з переписом 2010 року, у місті мешкало 108 осіб у 29 домогосподарствах у складі 21 родини. Густота населення становила 489 осіб/км².  Було 33 помешкання (149/км²).
Расовий склад населення:
| - 97,2 % — корінних американців - 2,8 % — білих |

До двох чи більше рас належало 0,0 %. Частка іспаномовних становила 3,7 % від усіх жителів.
За віковим діапазоном населення розподілялося таким чином: 44,4 % — особи молодші 18 років, 52,8 % — особи у віці 18—64 років, 2,8 % — особи у віці 65 років та старші. Медіана віку мешканця становила 22,0 року. На 100 осіб жіночої статі у місті припадало 129,8 чоловіків;  на 100 жінок у віці від 18 років та старших — 87,5 чоловіків також старших 18 років.
Середній дохід на одне домашнє господарство  становив 40 440 доларів США (медіана — 37 188), а середній дохід на одну сім'ю — 37 630 доларів (медіана — 31 875). За межею бідності перебувало 55,1 % осіб, у тому числі 64,8 % дітей у віці до 18 років та 28,6 % осіб у віці 65 років та старших.
Цивільне працевлаштоване населення становило 33 особи. Основні галузі зайнятості: освіта, охорона здоров'я та соціальна допомога — 81,8 %, фінанси, страхування та нерухомість — 12,1 %, сільське господарство, лісництво, риболовля — 6,1 %.